# Scaptonyx affinis
Scaptonyx affinis ist eine Säugetierart aus der Gattung der Langschwanzmaulwürfe innerhalb der Maulwürfe (Talpidae). Die Tiere leben im zentralen und südwestlichen China, nach Süden hin reicht das Vorkommen bis in das nördliche Vietnam und Myanmar. Es handelt sich um kleine Vertreter der Maulwürfe mit langem Schwanz und nur wenig an ein Graben im Untergrund angepassten Gliedmaßen. Äußerlich zeichnet sich die Art durch ein graues bis schwarzes Fell und einen zweifarbigen Schwanz aus. Unterschiede zu anderen Langschwanzmaulwürfen finden sich in der Struktur des Gebisses, etwa in dem wenig vergrößerten oberen Eckzahn und dem ovalen ersten unteren Vormahlzahn. Als Lebensraum dienen Laub- und Nadelwälder, die Lebensweise ist aber kaum erforscht. Wissenschaftlich eingeführt wurde Scaptonyx affinisim Jahr 1912 als Unterart des Langschwanzmaulwurfs. Die Anerkennung als eigenständige Art erfolgte erst mehr als 110 Jahre später. Über die Bestandsgefährdung liegen keine Informationen vor.

## Merkmale

### Habitus
Scaptonyx affinis ist ein kleiner Vertreter der Maulwürfe. Mit einer Kopf-Rumpf-Länge von 7,2 bis 8,8 cm und einer Schwanzlänge von 3,1 bis 3,9 cm erreicht er etwa die Ausmaße des Langschwanzmaulwurfs (Scaptonyx fusicauda). Das Körpergewicht mit einer Variation von 10,3 bis 15,1 g liegt im Durchschnitt etwas niedriger als bei der nahe verwandten Form. Zudem ist der Schwanz mit nur 40 % der Länge des restlichen Körpers deutlich kürzer als beim Langschwanzmaulwurf und ebenfalls kürzer als bei Scaptonyx wangi. Die Werte beziehen sich auf neun untersuchte Individuen. Äußerlich ähneln die Tiere wie alle Langschwanzmaulwürfe mehr oder weniger den Eigentlichen Maulwürfen (Talpini), im Unterschied zu diesen ist ihr Schwanz aber markant länger und die schmaleren Hände sind nur wenig zum Graben geeignet. Das Fell zeigt bei Scaptonyx affinis eine relativ uniforme graue bis schwärzliche Färbung vergleichbar zum Langschwanzmaulwurf. Abweichend von diesem hebt sich der Schwanz aber durch seine deutlich zweifarbige Kolorierung ab. Dessen Rückenseite ist samtfarben schwärzlich, die Unterseite dagegen fleischfarben. Er wird wie bei allen Langschwanzmaulwürfen von Schuppen bedeckt. Der Kopf verfügt über eine langgestreckte Schnauze, Augen und Ohren sind mit Haut überzogen. Hände und Füße zeigen ebenfalls eine schuppige Hautoberfläche. An ihren Außendeten wächst ein Haarbüschel, die Innenseiten sind nackt. Die Länge der Hinterfüße reicht von 1,2 bis 1,5 cm.

### Schädel- und Gebissmerkmale
Der Schädel wird 23,3 bis 24,2 mm lang und am Hirnschädel 10,2 bis 11,0 mm breit sowie 7,1 bis 7,6 mm hoch. Die Jochbögen kragen 8,0 bis 8,7 mm auseinander. Insgesamt ähnelt der Schädel durch seine schlanke und niedrige Form dem der anderen Langschwanzmaulwürfe. Wie bei diesen ist der Jochbogen vollständig, aber schlank ausgebildet. Der ebenfalls leicht gebaute Unterkiefer wird 14,7 bis 15,3 mm lang und am Kronenfortsatz 5,7 bis 6,1 mm hoch.
Das Gebiss setzt sich aus 42 Zähnen zusammen, die Zahnformel lautet: {\displaystyle {\frac {3.1.4.3}{2.1.4.3}}}. In der oberen Zahnreihe weisen die beiden inneren Schneidezähne etwa die gleiche Größe auf und sind spatelförmig. Beim Langschwanzmaulwurf und bei Scaptonyx wangi überragt der erste Schneidezahn im Unterschied dazu den zweiten. Der äußere Schneidezahn hingegen ist bei Scaptonyx affinis kürzer und spitz. Er wird vom Eckzahn um etwa das Anderthalbfache an Größe übertroffen. Im Vergleich zu Scaptonyx wangi ist der Eckzahn dadurch nicht so massiv und groß gebaut. Die oberen ersten drei Prämolaren sind bei Scaptonyx affinis ähnlich groß, wobei der dritte Vormahlzahn manchmal größer sein kann. Der hintere Prämolar hingegen ist vergrößert. Seine Höhe entspricht der des Eckzahns, er übertrifft ihn in der Breite aber um das Doppelte. Im Unterkiefer verfügt der erste Prämolar wie beim Langschwanzmaulwurf über eine ovale Form, bei Scaptonyx wangi ist er hingegen spitz. Die beiden nachfolgenden Vormahlzähne sind bei allen Langschwanzmaulwürfen deutlich kleiner, während der vierte die größten Ausmaße erreicht. Bei Scaptonyx affinis entspricht seine Höhe der des ersten Prämolaren. Die obere Zahnreihe ist 9,9 bis 10,4 mm lang, der Anteil der letzten vier Zähne liegt bei 5,6 bis 6,1 mm. Die untere Zahnreihe erstreckt sich über 7,7 bis 8,4 mm, die Molaren nehmen davon 4,7 bis 5,0 mm ein.

### Genetische Merkmale
Der diploide Chromosomensatz lautet 2n = 34. Alle Autosomen sind zweiarmig, das erste Chromosom ist groß und metazentrisch. Das Y-Chromosom ist klein und fleckenartig, das X-Chromosom klein und metazentrisch. Die Aufteilung der Chromosomen ergibt eine Anzahl an Armen der Autosomen (fundamentale Anzahl) von 64.

## Verbreitung und Lebensweise

Verbreitungsgebiet der Langschwanzmaulwürfe, das Vorkommen von Scaptonyx affinis ist grau markiert

Das Verbreitungsgebiet von Scaptonyx affinis liegt in Ostasien und umfasst die südlich und östlich an das Sichuan-Becken angrenzenden Gebirgslandschaften des südwestlichen und zentralen Chinas. Die Tiere kommen dadurch vor allem in den Provinzen Yunnan, Sichuan und Shaanxi vor. In Yunnan bilden die Gebirgszüge des Nu Shan, Yun Ling und Shaluli Shan die hauptsächlichen Lebensräume. Die Westgrenze wird vermutlich am Fluss Nu Jiang erreicht, jenseits dessen Scaptonyx wangi auftritt. Nach Norden hin trennen der       Yalong Jiang  und der Oberlauf des Jangtsekiang Scaptonyx affinis vom Lebensraum des Langschwanzmaulwurfs ab, ebenso wie der Jialing Jiang im Nordosten als Migrationsbarriere wirkt. In Sichuan und Shaanxi sind die Tiere in den Gebirgszügen des Dalou Shan, Daba Shan und Qin Ling anzutreffen. Ein einzelnes Individuum wurde vom Berg Tay Con Linh II in der nordvietnamesischen Provinz Hà Giang berichtet. Ebenso liegt ein Exemplar vom Fluss Nyetmaw im Nordosten von Myanmar vor. Die genutzten Habitate bestehen aus immergrünen Laub- sowie dichten Nadelwäldern und aus Bereichen mit Rhododendren-Beständen. Die Höhenverbreitung reicht von 1300 bis 4200 m über dem Meeresspiegel.

## Lebensweise
Zur Lebensweise von Scaptonyx affinis liegen keine Informationen vor. Ein Individuum aus dem Norden Vietnams wurde an der Erdoberfläche nahe des Eingangs eines unterirdischen Baus gefangen, doch ist unklar, ob dieses den Tunnel selbst gegraben oder nur genutzt hat.

## Systematik
Scaptonyx affinis ist eine Art aus der Gattung der Langschwanzmaulwürfe (Scaptonyx), die drei Arten einschließt. Die Langschwanzmaulwürfe wiederum werden der Familie der Maulwürfe (Talpidae) zugewiesen und bilden innerhalb dieser die eigene Tribus der Scaptonychini, welche monotypisch ist. Einige Systematiken ordnen die Gattung jedoch auch den Japanischen Spitzmullen (Urotrichini) zu. Molekulargenetischen Analysen zufolge sind beide Gruppen nahe verwandt, sie unterscheiden sich aber anatomisch im Gebissaufbau. Sie bilden zudem gemeinsam mit dem Amerikanischen Spitzmull (Neurotrichini) eine monophyletische Einheit. Allen Mitgliedern dieses Verbundes ist eine nur teilweise an das unterirdische Graben angepasste Lebensweise gemein. Die Trennung von den anderen Linien der Maulwürfe erfolgte bereits im Oberen Eozän vor rund 37 Millionen Jahren, die Aufspaltung der monophyletischen Einheit ereignete sich dann im Zeitraum von vor 30 bis 27 Millionen Jahren im Oligozän. Als nächstverwandte Gruppe gilt eine gemeinsame Klade bestehend aus den Eigentlichen Maulwürfen (Talpini), den Desmanen (Desmanini) und dem Sternmull (Condylurini). Übergeordnet gehören alle diese Linien der Unterfamilie der Altweltmaulwürfe (Talpinae) an, die zudem noch die Neuweltmaulwürfe (Scalopini) einschließen. Dadurch umfassen die Altweltmaulwürfe sowohl unterirdisch lebende als auch an eine semi-aquatische Lebensweise angepasste Tiere aus Eurasien und aus Nordamerika.

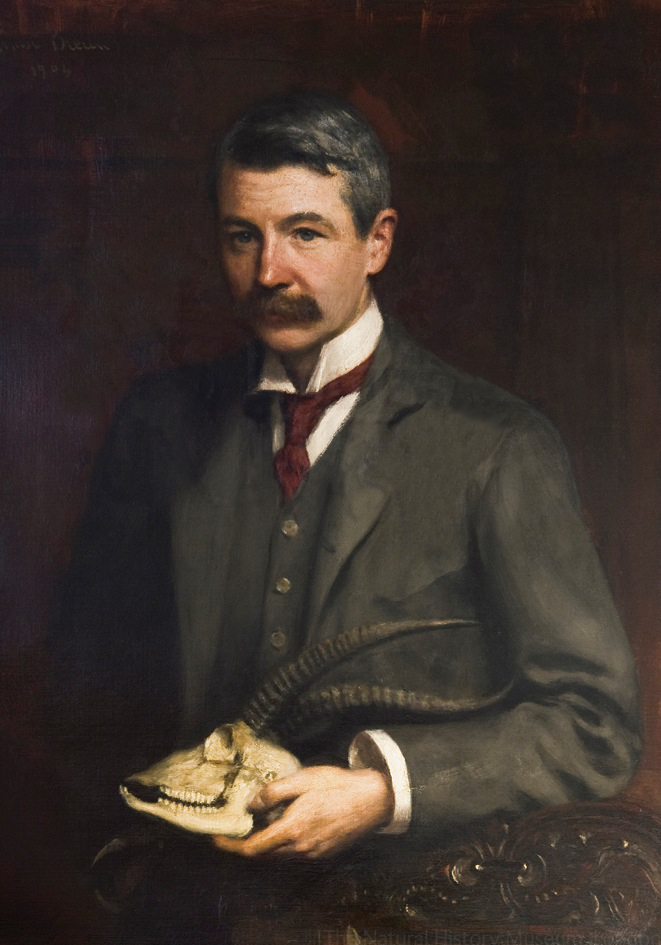
Oldfield Thomas

Die Gattung Scaptonyx wurde bereits im Jahr 1872 von Alphonse Milne-Edwards wissenschaftlich benannt, welcher mit dem Langschwanzmaulwurf (Scaptonyx fusicauda) auch eine Art einführte. Als Typusgebiet gab er die Grenzregion zwischen den heutigen chinesischen Provinzen Qinghai und Sichuan an, was später allerdings genauer spezifiziert wurde. Forschungsgeschichtlich betrachteten die meisten Wissenschaftler die Gattung als monotypisch, unterschieden aber innerhalb der Art des Langschwanzmaulwurfs zwei Unterarten. Die neben der von Milne-Edwards etablierten Nominatform S. f. fusicauda zweite Unterart war von Oldfield Thomas im Jahr 1912 unter der damaligen Bezeichnung Scaptonyx fusicaudatus affinis wissenschaftlich erstbeschrieben worden. Das dafür verwendete ausgewachsene männliche Individuum stammte nach Thomas aus einem Gebiet 12 miles S. E. of A-tun-tsi („12 Meilen südöstlich von A-tun-tsi“). Die Bezeichnung „A-tun-tsi“ ist ein alter Name für den autonomen Bezirk Dêqên im Norden der Provinz Yunnan, wobei die Entfernungsangabe von Thomas heute mit Quzonggong identisch ist. Das Gebiet stellt somit die Typuslokalität dar. Das Individuum unterschied sich nach Thomas von der Typusform durch größere Eckzähne, kleinere Prämolaren und einige weitere Zahnmerkmale. Bezüglich des Gebissaufbaus konnte Thomas einzelne Angaben von Milne-Edwards revidieren, da letzterer in seiner Erstbeschreibung die Zahnanzahl zwar korrekt mit 42 beziffert hatte, allerdings davon ausgegangen war, dass ein Prämolar im Unterkiefer fehlte. Thomas legte jedoch dar, dass tatsächlich der erste untere Schneidezahn beim Langschwanzmaulwurf nicht ausgebildet war. Etwa zehn Jahre später berichtete Thomas von einem zweiten Exemplar aus Yunnan.
Die exakte Verbreitung der beiden Unterarten wurde in der Vergangenheit unterschiedlich bewertet, in der Regel beschränkte sich S. f. affinis aber auf Yunnan, das südliche Guizhou und das extrem südwestliche Qinghai. Einzelne Autoren sahen die Unterart zudem in Shaanxi präsent, was aber nicht immer anerkannt war. Im Jahr 2003 wurde eine Population der Langschwanzmaulwürfe aus dem Gaoligong Shan am westlichen Rand des Verbreitungsgebietes der Gattung aufgrund morphologischer Unterschiede unter der Bezeichnung S. f. gaoligongensis abgesetzt. Da ihr jedoch eine genaue wissenschaftliche Beschreibung fehlte, stuften sie die meisten Forscher als nomen nudum ein. Genetische Analysen aus dem Jahr 2016 deckten jedoch eine tiefe Spaltung der Langschwanzmaulwürfe auf, wodurch sich wenigstens zwei eigenständige Linien differenzieren ließen. Eine davon betraf den eigentlichen Langschwanzmaulwurf, die andere die Population aus dem Gaoligong Shan. Laut den Daten hatten sich beide Linien bereits sehr früh im Unteren Miozän vor etwa 20 bis 18 Millionen Jahren voneinander abgesetzt. Es wurde daher vermutet, dass die Langschwanzmaulwürfe mehrere kryptische Arten enthalten. Eine drei Jahre später veröffentlichte umfassende genetische Studie, der mehr als 110 Tiere aus dem gesamten Verbreitungsgebiet der Langschwanzmaulwürfe zu Grunde lagen, konnte dies nicht nur bestätigen, sondern fand darüber hinaus Hinweise auf wenigstens 17 taxonomische Einheiten verteilt auf drei hauptsächliche Kladen. Neben dem Bestand aus dem Gaoligong Shan, der die sogenannte Clade I repräsentierte, war der weitaus größte Teil der untersuchten Tiere mit insgesamt zehn taxonomischen Einheiten der Clade III zuzuweisen, welche auch Individuen aus dem Typusgebiet von S. f. affinis einschloss. Innerhalb dieser Klade setzten sich aber drei taxonomische Einheiten, so aus dem des Dalou Shan, Daba Shan und Qin Ling, deutlicher ab und wurden als Subclade A separat ausgehalten. Eine im Jahr 2025 durchgeführte Revision der Gattung der Langschwanzmaulwürfe durch ein Wissenschaftlerteam um Song Wen-Yu basierte ihre Arbeit auf den erbrachten Ergebnissen und ergänzte sie um weitere genetische und morphologische Analysen. Sie teilte daraufhin die Gattung gemäß den erkannten Kladen in drei Arten auf. Die Tiere der Clade III wurden hierbei der von Thomas benannten Unterart zugesprochen, welche als Scaptonyx affinis Artstatus erhielt. Allerdings gaben die Forscher den Hinweis, dass sich unter anderem mit der ausgewiesenen Subclade A noch weitere unentdeckte Arten verbergen könnten. Scaptonyx affinis bildet die Schwesterart zum eigentlichen Langschwanzmaulwurf, hatte sich von diesem aber bereits im Übergang vom Mittleren zum Oberen Miozän vor rund 9,56 Millionen Jahren abgesondert.

## Bedrohung und Schutz
Die IUCN unterscheidet gegenwärtig die Langschwanzmaulwürfe nicht in verschiedene Arten, sondern führt den Langschwanzmaulwurf als Gesamtpopulation. Diese ordnet die Naturschutzorganisation in die Kategorie „nicht gefährdet“ (least concern) ein. Begründet wird die Zuweisung mit der weiten Verbreitung der Art und ihrer angenommenen hohen Bestandszahl. Die Tiere sind in mehreren Naturschutzgebieten präsent, ein weitergehender Schutz setzt allerdings genauere Untersuchungen zur Verbreitung, Häufigkeit, den natürlichen Bedürfnissen und potentiellen Gefährdungen voraus.